# Ĕ

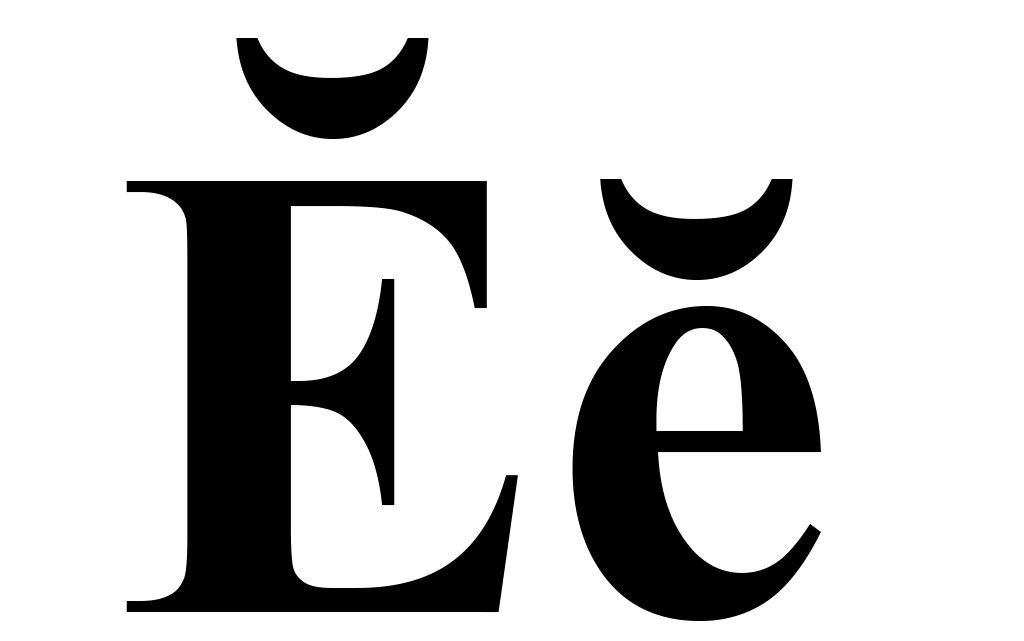
Bŏh Hră Ě

Ĕ (hay: ĕ), được gọi là E With caron có dấu trăng trên đầu chữ E, là một chữ cái Latinh được sử dụng trong văn bản của người Êđê.
E với dấu trăng trên đầu(caron) được sử dụng trong bảng chữ cái tiếng Séc và tiếng Sorbia, theo bính âm và trong ký hiệu Proto-Slav.

## Biểu diễn Trên Máy Tính
| Ký Tự                       | Ě                                           | Ě                                           | ě                                              | ě                                              |
| --------------------------- | ------------------------------------------- | ------------------------------------------- | ---------------------------------------------- | ---------------------------------------------- |
| Tên Unicode                 | Chữ E latin viết Hoa với dấu trăng trên đầu | Chữ E latin viết Hoa với dấu trăng trên đầu | Chữ e latin viết thường với dấu trăng trên đầu | Chữ e latin viết thường với dấu trăng trên đầu |
| Mã Hóa                      | Số Thập Phân                                | hex                                         | Số Thập Phân                                   | hex                                            |
| Unicode                     | 282                                         | U+011A                                      | 283                                            | U+011B                                         |
| UTF-8                       | 196 154                                     | C4 9A                                       | 196 155                                        | C4 9B                                          |
| Numeric character reference | &#282;                                      | &#x11A;                                     | &#283;                                         | &#x11B;                                        |
| ISO 8859-2                  | 204                                         | CC                                          | 236                                            | EC                                             |